# أولغا رومانوفنا
أولغا رومانوفنا (بالروسية: Ольга Романова)‏ هي منافسة ألعاب القوى روسية، ولدت في 23 مايو 1980.

## وصلات خارجية
- أولغا رومانوفنا على موقع الاتحاد الدولي لألعاب القوى (الإنجليزية)
- أولغا رومانوفنا على موقع رابطة إحصائيات سباق الطريق (الإنجليزية)